# MG-347

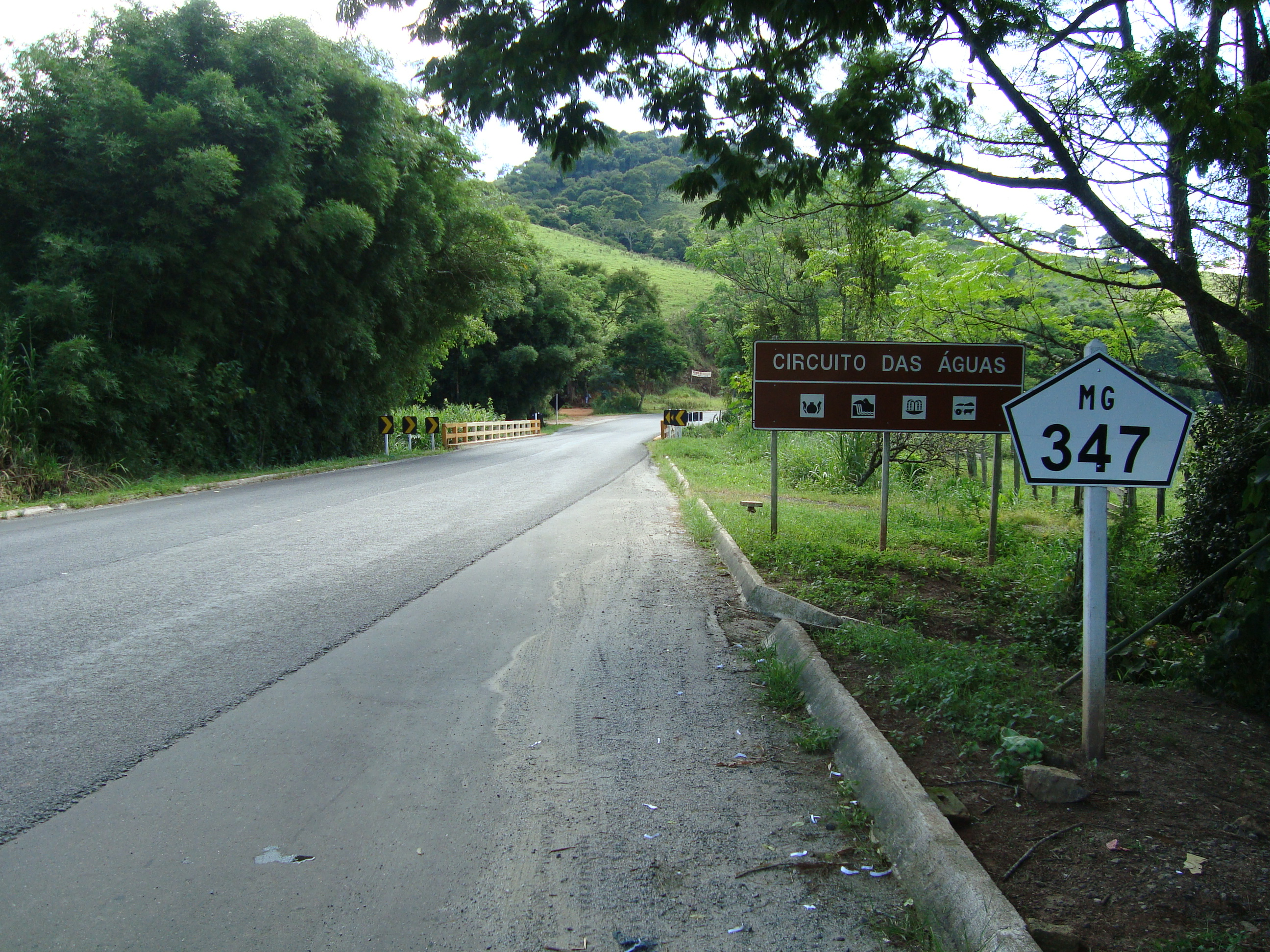
Trecho da rodovia MG-347 no município de Cristina.

A MG-347 é uma rodovia brasileira do estado de Minas Gerais. Pela direção e sentido que percorre, ela é considerada uma rodovia diagonal.

## Trajeto
A rodovia MG-347 tem 66 km de extensão e é inteiramente pavimentada. Ela liga Carmo de Minas — um município do Circuito das Águas — à rodovia BR-459, no município de Piranguinho. A rodovia está localizada na Mesorregião do Sul e Sudoeste de Minas e passa pelos municípios de Carmo de Minas, Cristina, Pedralva, São José do Alegre e Piranguinho.